# Alrawia
Alrawia es un género  de plantas herbáceas, perennes y bulbosas perteneciente a la subfamilia de las escilóideas dentro de las asparagáceas. Comprende dos especies.

## Taxonomía
El género fue descrito por K.Perss. & Wendelbo  y publicado en Botaniska Notiser 132(2): 201. 1979.  La especie tipo es: Alrawia nutans   (Wendelbo) K.Perss. & Wendelbo 

## Listado de especies
- Alrawia bellii (Baker) K.Perss. & Wendelbo
- Alrawia nutans   (Wendelbo) K.Perss. & Wendelbo